# Саобраћај у Хрватској
Република Хрватска је земља, која се протеже кроз више регија Европе (Балкан, Средоземље, Панонска низија, Подунавље), што земљи даје велики саобраћајно-прометни значај. Главно саобраћајно чвориште у држави је престоница, Загреб.
Хрватска има развијен друмски, железнички, ваздушни и водни саобраћај.

## Железнички саобраћај
Укупна дужина железничке мреже у Хрватској је 2.726 km (подаци за 2004. годину), од тога 984 km електрификовано (подаци за 2002. годину). Ово се односи на пруге стандардне ширине колосека. Поред тога, постоје и пруге уског колосека, које се данас мање користе. Такође, постоји мали постотак пруга са два колосека.
Највежи део пруга је застарео и неопходна им је будућа обнова. У прилог обнови иде и значај железничких праваца. Најважнији су правци Коридор 5 и Коридор 10. Обнова и осавремењавање пруга врши се на правцу ка Србији и од мађарске границе ка босанској граници.
Главне унутардржавне железничке пруге крећу од престонице и то су:
- Загреб - Винковци - граница са Србијом
- Загреб - Копривница - Осијек
- Загреб - Ријека
- Загреб - Сплит

Железничка веза са суседним земљама:
- Мађарска - да
- Србија - да
- Босна и Херцеговина - да
- Црна Гора - не
- Словенија - да

## Друмски саобраћај
Ауто-путеви у Хрватској спадају међу најбоље у целој Европи првенствено захваљујући скоријој изградњи по савременим начелима. Главни ауто-путеви везују престоницу Загреб са другим већим градовима у земљи и са важним прстоницама суседних земаља. Садашњи и будући ауто-путеви, као главне друмске саобраћајнице, означени словом „А“ (А=ауто-пут) и редним бројем:
У Хрватској су најважнији следећи ауто-путеви, делови већих Европских коридора:
- А1 - Е65 - Загреб - Карловац - Сплит - Дубровник - 416 km - савремени ауто-пут од 2005. до Сплита
- А2 - Е59 - Загреб - Крапина - граница са Словенијом, ка Марибору - 59 km - савремени ауто-пут од 2007.
- А3 - Е70 - граница са Словенијом - Загреб - Славонски Брод - граница са Србијом - 306 km - савремени ауто-пут, грађен у добу 1979-2005, део бившег ауто-пута „Братство и Јединство“
- А4 - Е71 - Загреб - Вараждин - граница са Мађарском - 97 km - савремени ауто-пут
- А6 - Е71 - Загреб - Ријека - 81 km савремени ауто-пут
- А7 - Е61 - чвор са ауто-путем А1 - Ријека - граница са Словенијом - 104 km - малим делом савремени ауто-пут од словеначке границе (16 km)
- Б9 - Е751 - Ријека - Истра - граница са Словенијом, ка Коперу - 77 km - савремени ауто-пут са везом за Пулу

У плану је и скорија изградња ауто-путева Загреб - Сисак и Ђаково - Осијек - Барања, који се везује на ауто-пут А3.

## Водени саобраћај
Хрватска је приморска и средоземна земља, па постоје бројне морске луке, значајне и за суседне земље у залеђу. Од њих су најважније луке:
- Ријека
- Омишаљ
- Шибеник
- Плоче

Постоје и многобројне мање морске луке, често значајне највише у туристичке сврхе (Дубровник, Сплит, Задар, Пула). Посебно су значајне луке на јадранским острвима.
Речни саобраћај има мањи значај, али се он не сме занемарити, јер земља излази на важне реке Дунав и Саву. Укупна дужина пловног речног тока је 785 km. Најважнији водени пут у Хрватској је гранична река Дунав, важан паневропски пловни пут (Коридор 7) који повезује средњу Европу са облашћу Црног мора. Најважнија дунавска лука је Вуковар. Поред Дунава већим делом тока у земљи пловна је и река Сава са лукама Жупања, Славонски Брод и Сисак. Река Драва пловна је кратким делом при ушћу у Дунав до града Осијека.
Планира се и изградња канала између две споменуте реке, између Славонског Шамца на Сави и Вуковара на Дунаву. Тиме би се значајно смањила дужина саобраћаја између Загреба и других хрватских лука на Сави и регије Дунава.

## Гасоводи и нафтоводи
Гасовод: Дужина токова је 1.340 km (2004. године).
Нафтовод: Дужина токова је 583 km (2004. године).

## Ваздушни транспорт
Државна ваздухопловна компанија је Кроација ерлајнс. У Хрватској постоји 5 међународних аеродрома, званичном обележених IATA кодом (IATA Airport Code):
- Аеродром Загреб („Плесо“)
- Аеродром Задар („Земуник“)
- Аеродром Сплит
- Аеродром Ријека
- Аеродром Дубровник

Загребачки аеродром је главно ваздухопловно чвориште, док су остала четири аеродрома више везана за сезонске авио-линије током летње туристичке сезоне на Јадранском мору. Поред наведених аеродрома значајни су и аеродроми у Осијеку и Пули, први за унутардржавни промет, а други за нискотарифни авиопревоз.
У Хрватској је званично уписан и 1 хелиодром (2002. године).